# Hawkins-Gletscher (Antarktika)
Der Hawkins-Gletscher ist ein Kargletscher an der Knox-Küste des ostantarktischen Wilkesland. Er mündet 6 km westlich der Snyder Rocks in die Mawsonsee.
Der US-amerikanische Kartograf Gardner Dean Blodgett kartierte ihn 1955 anhand von Luftaufnahmen, die bei der Operation Highjump (1946–1947) angefertigt worden waren. Das Advisory Committee on Antarctic Names benannte den Gletscher 1955 nach Samuel N. Hawkins, Segelmacher auf der Sloop USS Vincennes, Flaggschiff der United States Exploring Expedition (1838–1842) unter der Leitung des US-amerikanischen Polarforschers Charles Wilkes.